# 前田吉徳
前田 吉徳（まえだ よしのり）は、加賀藩の第5代藩主。加賀前田家6代。先代藩主前田綱紀の三男。母は側室の預玄院（町、三田村氏）。前田利常と徳川頼房の曾孫にあたる。

## 生涯
元禄15年（1702年）2月14日、松平姓を与えられ、松平犬千代、のち諱を利挙（としたか）、利興（としおき）と称する。また、同年6月9日に元服し、祖父・光高の従兄弟にあたる第5代将軍・徳川綱吉の偏諱を授かって吉治（よしはる）に改名。宝永5年（1708年）、将軍綱吉の養女（尾張藩3代藩主徳川綱誠の娘）松姫を正室に迎える。享保8年（1723年）5月、父綱紀が高齢で病のためもあって、家督を譲られる。このとき名を吉治から吉徳と改め、6月15日に加賀守を称し、8月18日に左近衛権少将に昇進した。
吉徳も父と同じく藩政改革に取り組むため、足軽出身の大槻伝蔵を重用して改革を行なった（後の巷説では男色相手の寵臣ともいわれる）。この頃、加賀藩では綱紀の改革により家格はさらに上昇し（御三家に準ずる待遇）、国内においても藩政は安定していたが、100万石の大藩ともなると何事においても出費が大きかったので、綱紀の治世末期から吉徳が家督を継いだ頃には、藩財政の動揺は隠せないものとなっていた。
そこで伝蔵主導のもと、質素倹約、公費の節減、米相場に対する新投機方法の設置、新しい税の制定などの改革が行われた。この財政改革によって、確かに加賀藩の財政はある程度立ち直り、一部は成功した。この功績によって、伝蔵に対する吉徳の信任はさらに厚くなり、大槻はさらなる改革を目指して藩政を主導してゆくようになった。しかしこれに対して、改革による質素倹約などの制限や、成り上がり者に過ぎない伝蔵に対する嫉妬などが元で、藩内における保守派や門閥層の間に不満が集まるようになった。
延享2年（1745年）、吉徳は56歳で死去し、跡を嫡男の宗辰が継いだ。その翌年、伝蔵は前田直躬ら保守派によって失脚させられた。そして吉徳と伝蔵の改革が、皮肉にも後の加賀騒動の遠因となった。
吉徳は自身の死の5か月前に生まれた治脩まで10人の男子を残したが、宗辰（長男）は翌年に早世し、以後重熙（次男）、重靖（五男）、重教（七男）、治脩（十男）と都合5代にわたり、兄弟で相次いで家督が相続された。残る5人は早世した。

## 官歴
※日付＝旧暦
- 1702年（元禄15）2月、藩世嗣となり、利興と名乗る。6月9日、元服し、将軍徳川綱吉の偏諱を受けて吉治と名乗る。正四位下左近衛権少将兼若狭守に叙任。
- 1723年（享保8）5月6日、藩主となる。6月15日、加賀守に遷任する。左近衛権少将如元。8月18日、左近衛権中将に転任する。加賀守如元。
- 1740年（元文5）11月1日、参議に補任。11月16日、吉徳と改める。

## 系譜
- 父：前田綱紀（1643年 - 1724年）
- 母：町、預玄院 - 三田村氏
- 正室：松姫（徳川綱吉の養女 - 徳川綱誠の娘、光現院）
- 側室：浄珠院 以与（江戸浪人・上坂喜信の娘）
  - 長男：宗辰（1725年 - 1747年） - 加賀藩6代藩主
- 側室：心鏡院 民（江戸芝神明宮神主・鏑木政幸の娘）
  - 次男：重熙（1729年 - 1753年） - 加賀藩7代藩主
  - 三男：稚光院（1731年 - 1731年）
- 側室：清月院 瀧（江戸浪人・鈴木道一妹）
  - 長女：喜代姫（1732年 - 1750年） - 広島藩主浅野宗恒室
- 側室：真如院 貞（江戸芝神明宮神主・鏑木政幸の娘）
  - 次女：総姫（1733年 - 1758年） - 富山藩主前田利幸室
  - 四男：利和（1735年 - 1759年）
  - 三女：楊姫（1737年 - 1762年） - 秋田藩主佐竹義真室
  - 五女：益姫（1739年 - 1739年）
  - 六男：八十五郎（1741年 - 1761年）
- 側室：善良院 縫（江戸浪人・奥泉金兵衛の妹）
  - 五男：重靖（1735年 - 1753年） - 加賀藩8代藩主
- 側室：蘭（江戸浪人・木村小左衛門の娘）
  - 六女：橘姫（1739年 - 1740年）
- 側室：寿清院 夏（津藩藤堂家家臣・園田秀顕の娘）
  - 七女：暢姫（1740年 - 1798年） - 姫路藩嗣子酒井忠宜室、死別後離縁により帰家
  - 八女：保姫（1743年 - 1743年）
  - 十男：治脩（1745年 - 1810年） - 加賀藩10代藩主
- 側室：実成院 流瀬（家臣・辻道直の娘）
  - 七男：重教（1741年 - 1786年） - 加賀藩9代藩主
- 側室：智仙院 勢（江戸医者・畠山玉隆の娘のち家臣大音厚固に嫁す）
  - 九男：利実（1743年 - 1766年）
- 生母未詳
  - 四女：幻智院（1737夭折）
  - 八男：（1743年死産）
- 養子
  - 女子：弓姫（大聖寺藩主前田利章長女） - 盛岡藩主南部利雄室

## 家臣
元文6年（1741年）の武鑑掲載の主要家臣は以下の通り。
- 【八家】横山大和守・本多安房守・前田土佐守・前田対馬守・奥村助左衛門・奥村丹三郎・村井主膳・長新十郎
- 【その他年寄】前田大學・横山蔵人・玉井市正・本多頼母・西尾隼人・前田図書
- 【嫡子附役】前田将監・品川主殿・菊池十六郎・青木新兵衛
- 【城使】中村助右衛門・井上二太夫・古屋傳右衛門・後藤瀬兵衛・河村貞右衛門
- 【次男亀次郎（後の重煕）附】土肥庄太夫

## 関連作品
テレビドラマ
- 暴れん坊将軍III第38話「さまよう鬼女の面」（1988年放送）のキーパーソンとして登場する。

映画
- 武士の献立（2013年12月14日公開、松竹）